# Trinoxia cyphonotoides
Trinoxia cyphonotoides är en skalbaggsart som beskrevs av Brenske 1894. Trinoxia cyphonotoides ingår i släktet Trinoxia och familjen Melolonthidae. Inga underarter finns listade i Catalogue of Life.